# Anomala katsurai
Anomala katsurai är en skalbaggsart som beskrevs av Miyake 1996. Anomala katsurai ingår i släktet Anomala och familjen Rutelidae. Inga underarter finns listade i Catalogue of Life.